# Ivan Bodrožić
Don Ivan Bodrožić (Svib, 20. kolovoza 1968.), hrvatski svećenik Splitsko-makarske nadbiskupije, patrolog, hrvatski pjesnik i prozaik.

## Životopis
Rođen je u Svibu 20. kolovoza 1968. godine. Osnovnu školu završio je u Svibu i Splitu, a srednju u Nadbiskupskom sjemenštu. Nakon mature stupio je u Centralno bogoslovno sjemenište i pohađao dvije godine filozofsko-teološkog studija u Splitu, a daljnje školovanje je nastavio na Sveučilištu Santa Croce u Rimu, gdje je i diplomirao u veljači 1994. Za svećenika je zaređen 1994., a u rujnu iste godine upućen je na poslijediplomski studij patrologije na Patrističkom institutu Augustinianum u Rimu. Magistrirao je 1997., a doktorirao 2000. godine.
Od 2001. urednik je "Vjesnika Splitsko-makarske nadbiskupije. Na KBF-u Sveučilišta u Splitu od 2002. honorarno predaje latinski jezik. Objavio je knjige: Euharistija - od povijesti do vječnosti, Srce na putu spasenja, Nazaretska Djevica, uzor kršćanskoga života, Križni put hrvatske povijesti, Svjedočanstva vjere, Na putu za Velikim Svećenikom, Nemoć mora, U svjetlu Radosne vijesti, Srce na putu spasenja, te više znanstvenih radova. Članke objavio u mjesečniku Mariji - vjerskom listu za Marijine štovatelje. Govori homilije na Radio Mariji. Sudjelovao je na nekoliko međunarodnih simpozija s područja teologije. Objavio Zrcalo neba, zbirku pjesama u prozi i proze u pjesmama.
Voditelj je Hieronymianuma, svjetskog znanstvenog središta za istraživanje djela i misli svetog Jeronima.